# Metanephrops velutinus
Metanephrops velutinus är en kräftdjursart som beskrevs av Chan och Yu 1991. Metanephrops velutinus ingår i släktet Metanephrops och familjen humrar. IUCN kategoriserar arten globalt som livskraftig. Inga underarter finns listade i Catalogue of Life.